# G8
A G8 – az angol Group of Eight (Nyolcak csoportja) rövidítése – a G7-nek  és Oroszországnak az együttműködési fóruma. Tagok Kanada,  Franciaország, Németország, Olaszország, Japán, Egyesült Királyság, Amerikai Egyesült Államok és nyolcadikként Oroszország.

## Története
1975-ben Helmut Schmidt német szövetségi kancellár és Valéry Giscard d’Estaing francia miniszterelnök hívta életre a legelső világgazdasági csúcsot. Rambouillet város kastélyában (Franciaország) találkoztak Aldo Moróval (Olaszország), Takeo Mikivel (Japán), Harold Wilsonnal (Nagy-Britannia) és Gerald Forddal (USA) egy nem hivatalos megbeszélésre („Kamingespräch“), hogy megvitassák a világgazdaság fejleményeit. 1976-ban Kanadát is felvették az együttműködés körébe, így létrejött a G7 néven ismertté vált rendszeres állam- és kormányfői csúcstalálkozó. 1977 óta az Európai Bizottság is részt vesz a találkozókon. 1998-ban, Oroszország felvétele után G8-cá bővült ez a csoportosulás, bár egyes pénzügyi konzultációkban Oroszország a mai napig nem vesz részt (ezért a csoportosulás politikailag teljesen korrekt megnevezése „G7/G8“). 1998 óta napirendre kerültek az úgynevezett "outreach"-találkozók is, melyeken fontos fejlődő országok kormányainak képviselőivel ülésezik a G8.

## Felépítése
A G7/G8 egy informális fórum. A titkársága évenként változik a tagok között a következő menetrend szerint: Franciaország, USA, Nagy-Britannia, Németország, Japán, Olaszország, Kanada. A kezdetben szűk körű éves találkozókból mára rendszeres napi kooperáció lett, mely miniszteri és magas kormányzati szinten zajlik. Ezek az úgynevezett sherpák és sous-sherpák az éves csúcstalálkozókat készítik elő és nemzeti álláspontokat egyeztetnek.

## G8 vezetők jelenleg

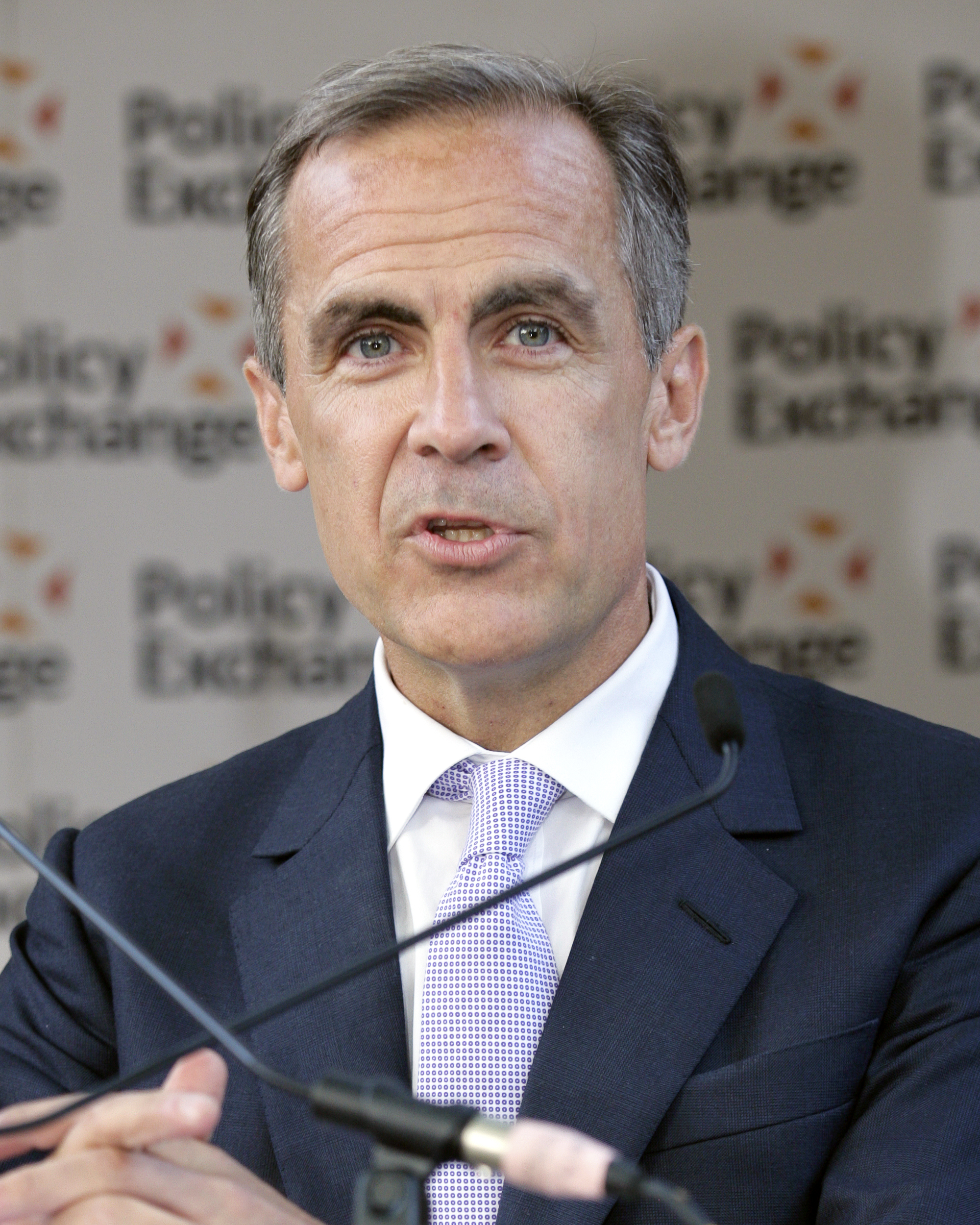
Mark Carney Hivatalban: Kanada 2025–
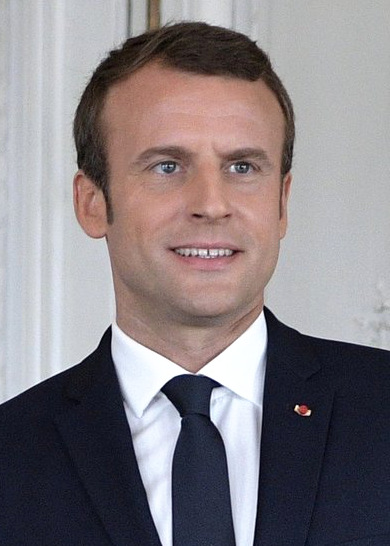
Emmanuel Macron Hivatalban: 2017–
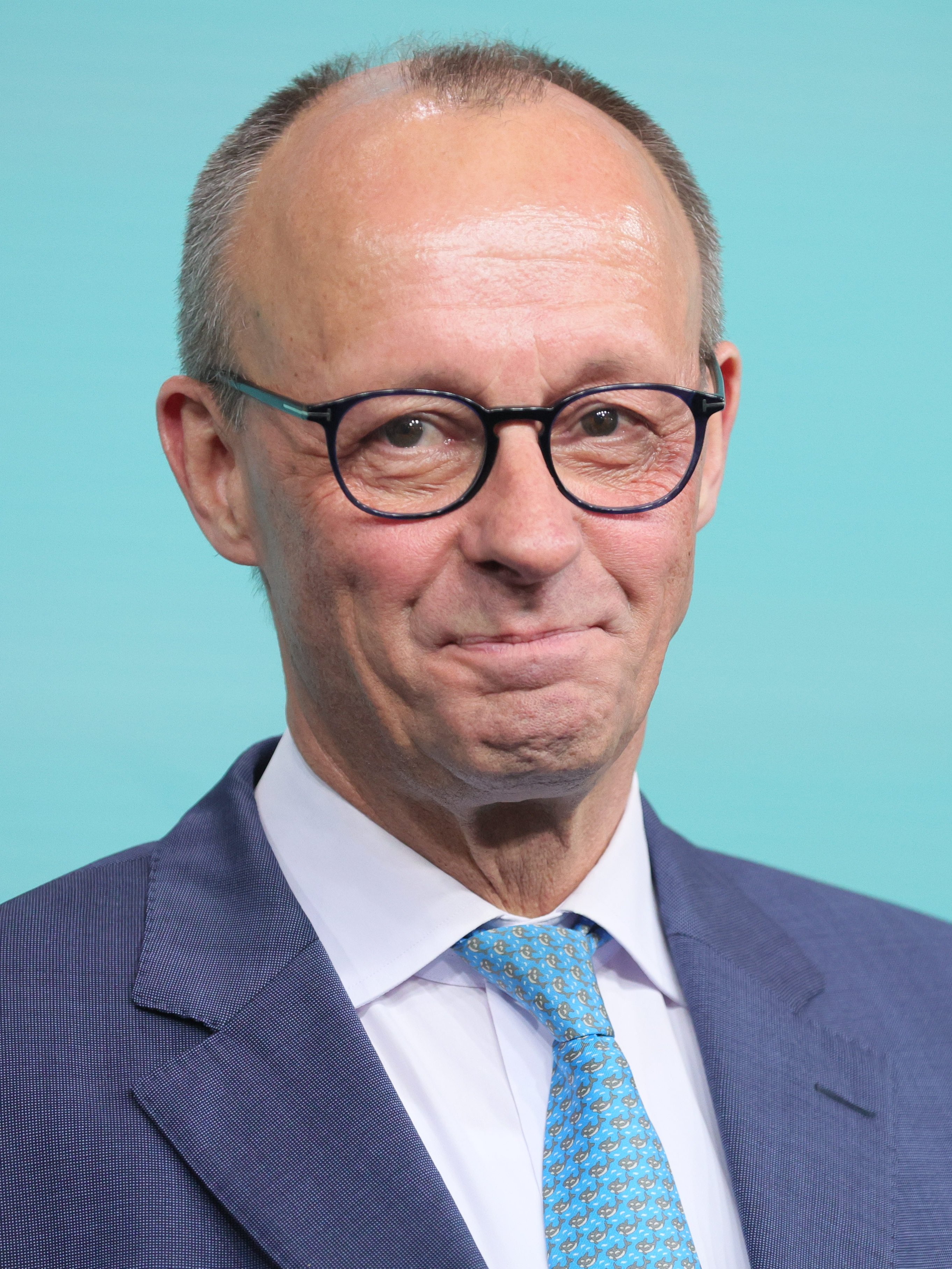
Friedrich Merz Hivatalban: 2025–
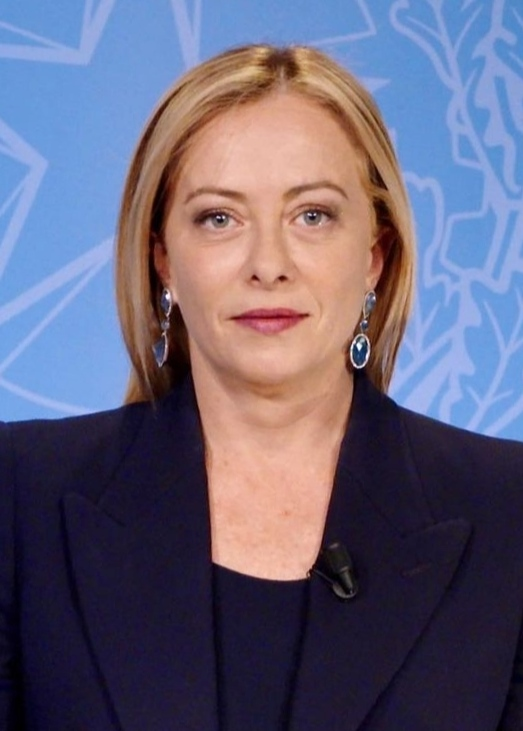
Giorgia Meloni Hivatalban: 2022–
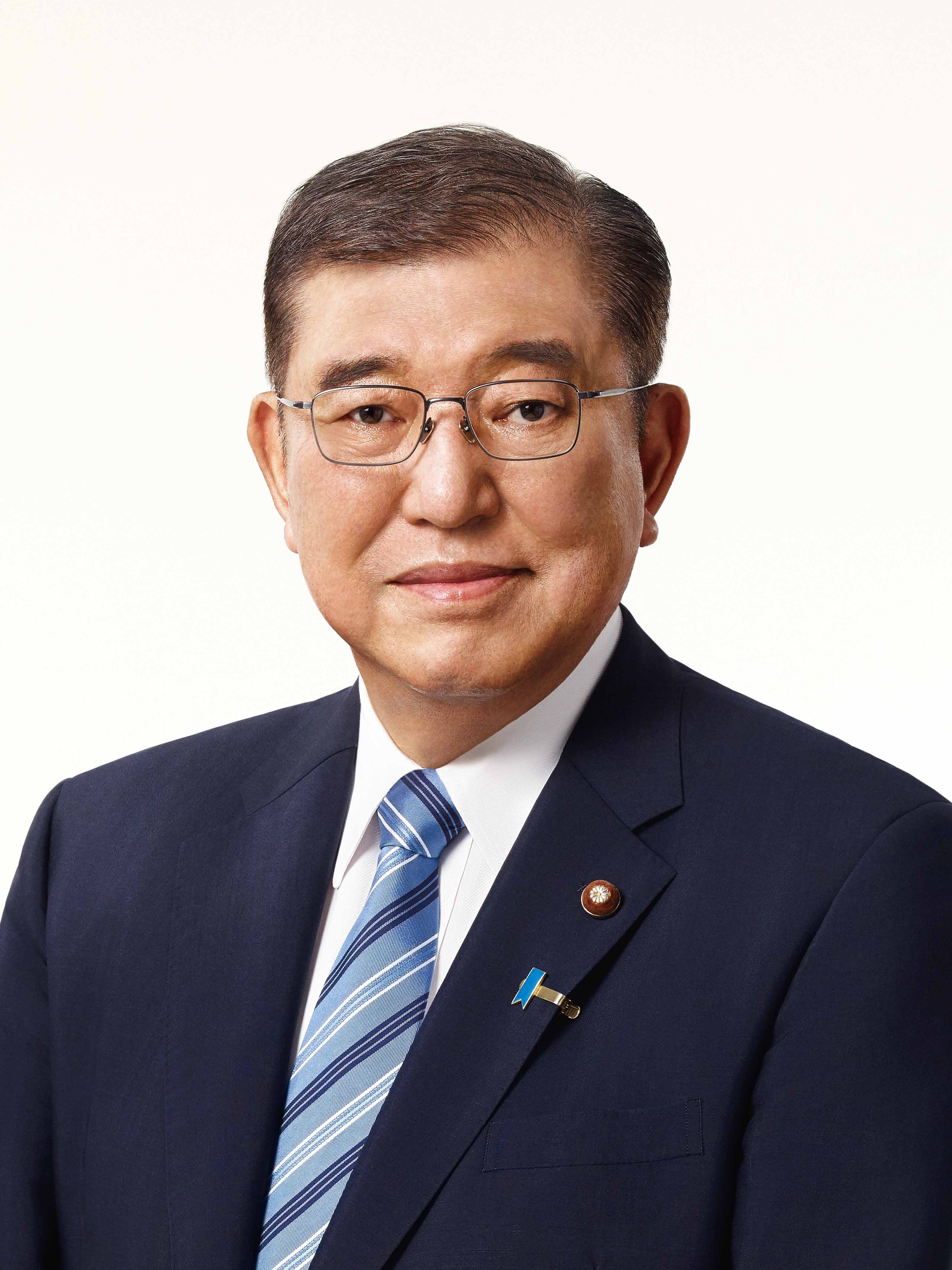
Isiba Sigeru Hivatalban: 2024–
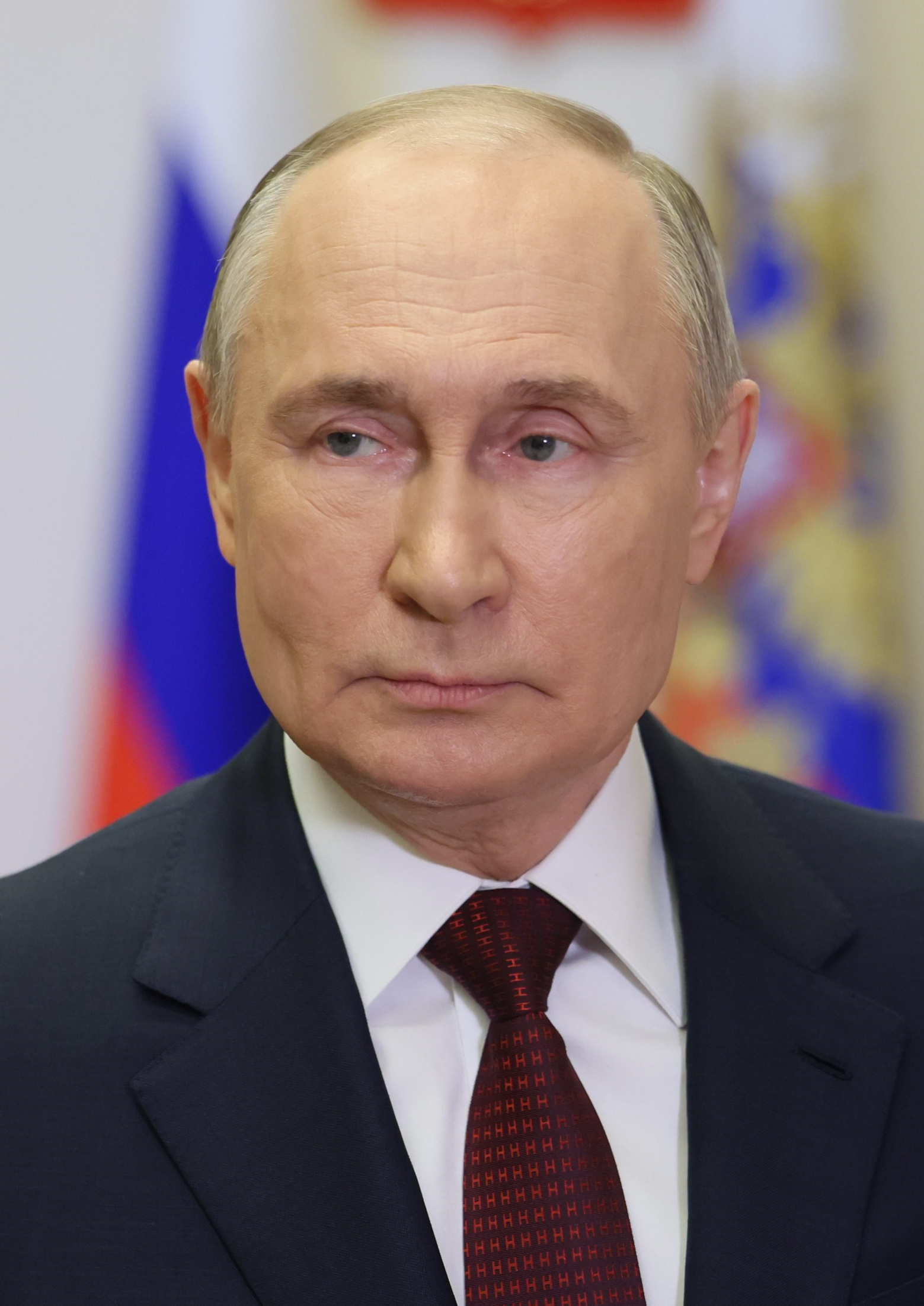
Vlagyimir Putyin Felfüggesztve Hivatalban: 2000–2008 2012–
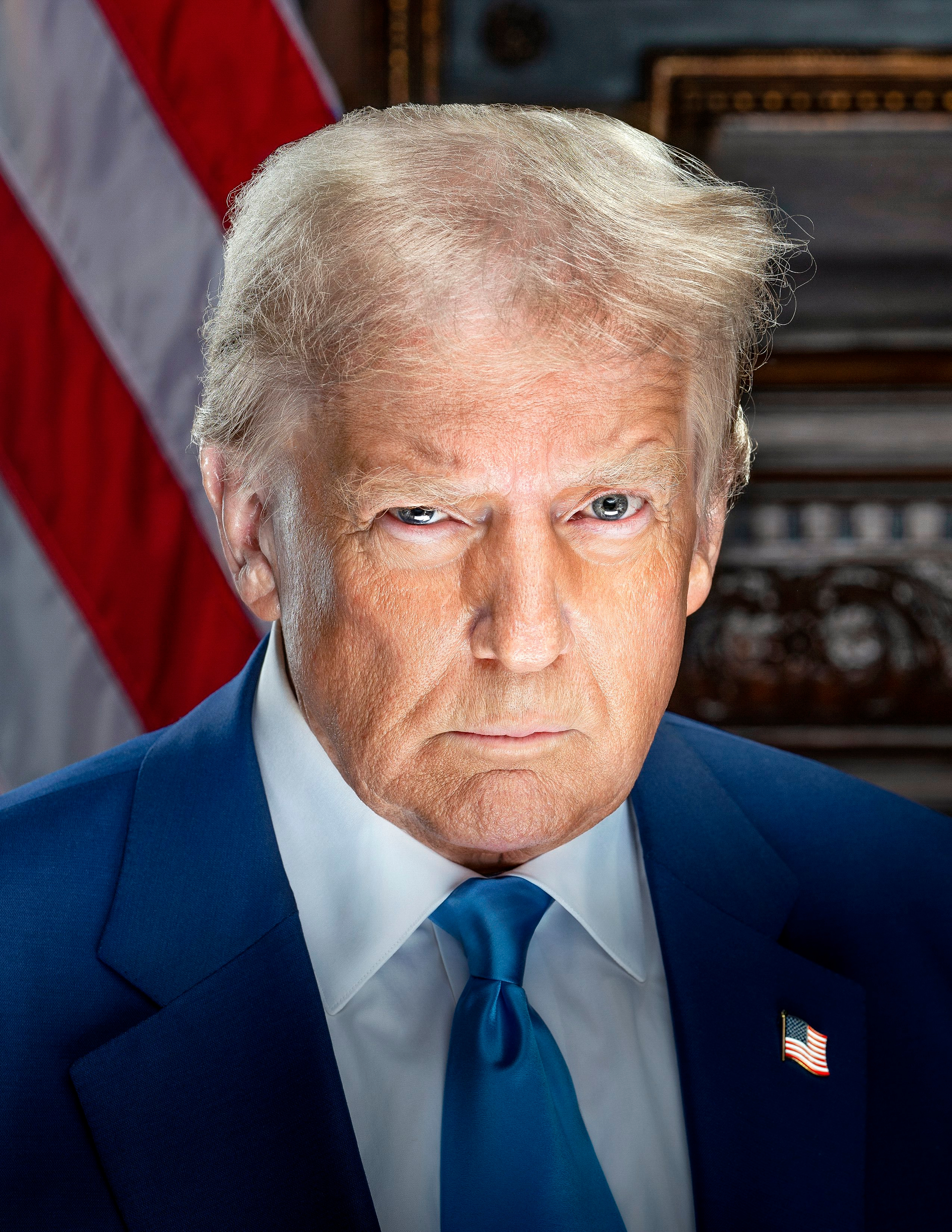
Donald Trump Hivatalban: 2025–
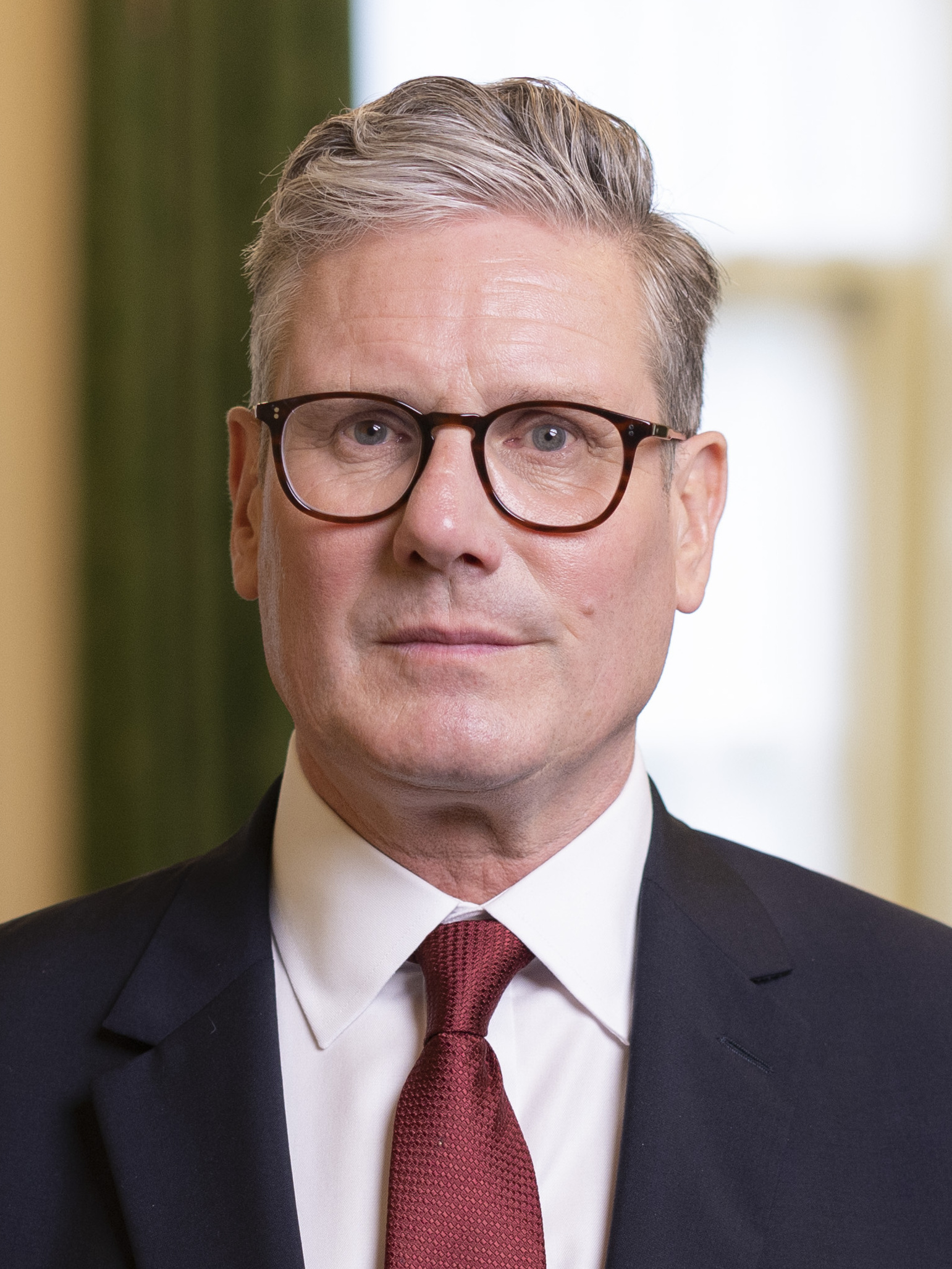
Keir Starmer Hivatalban: 2024–
(60 éves)
- Emmanuel Macron
Hivatalban:
  Franciaország
2017–
(47 éves)
- Friedrich Merz
Hivatalban:
  Németország
2025–
(69 éves)
- Giorgia Meloni
Hivatalban:
  Olaszország
2022–
(48 éves)
- Isiba Sigeru
Hivatalban:
  Japán
2024–
(68 éves)
- Vlagyimir Putyin
Felfüggesztve
Hivatalban:
  Oroszország
2000–2008
2012–
(72 éves)
- Donald Trump
Hivatalban:
  Amerikai Egyesült Államok
2025–
(79 éves)
- Keir Starmer
Hivatalban:
  Egyesült Királyság
 2024–
(62 éves)

## A csúcstalálkozók időbeli sorrendben
1. 1975: Rambouillet,   Franciaország
2. 1976: Puerto Rico,  USA
3. 1977: London,  Egyesült Királyság
4. 1978: Bonn,  NSZK
5. 1979: Tokió,  Japán
6. 1980: Velence,  Olaszország
7. 1981: Ottawa,  Kanada
8. 1982: Versailles,  Franciaország
9. 1983: Williamsburg,  USA
10. 1984: London,  Egyesült Királyság
11. 1985: Bonn,  NSZK
12. 1986: Tokió,  Japán
13. 1987: Velence,  Olaszország
14. 1988: Toronto,  Kanada
15. 1989: Párizs,  Franciaország
16. 1990: Houston,  USA
17. 1991: London,  Egyesült Királyság
18. 1992: München,  Németország
19. 1993: Tokió,  Japán
20. 1994: Nápoly,  Olaszország
21. 1995: Halifax,  Kanada
22. 1996: Lyon,  Franciaország
23. 1997: Denver,  USA
24. 1998: Birmingham,  Egyesült Királyság
25. 1999: Köln,  Németország
26. 2000: Okinava,  Japán
27. 2001: Genova,  Olaszország
28. 2002: Kananaskis,  Kanada
29. 2003: Évian-les-Bains,  Franciaország
30. 2004: Sea Island,  USA
31. 2005: Gleneagles,  Egyesült Királyság
32. 2006: Szentpétervár,  Oroszország
33. 2007: Heiligendamm,  Németország
34. 2008: Tójako,  Japán
35. 2009:  L’Aquila ,  Olaszország
36. 2010:  Huntsville,  Kanada
37. 2011: Deauville,  Franciaország
38. 2012: Camp David,  USA
39. 2013: Lough Erne,  Egyesült Királyság

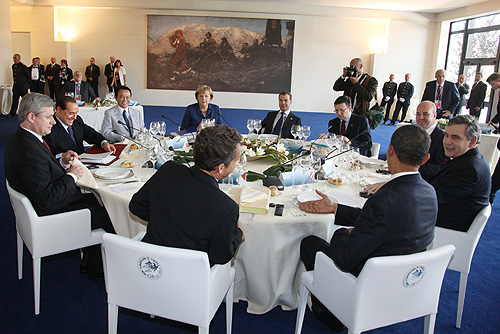
A 2009-es találkozó

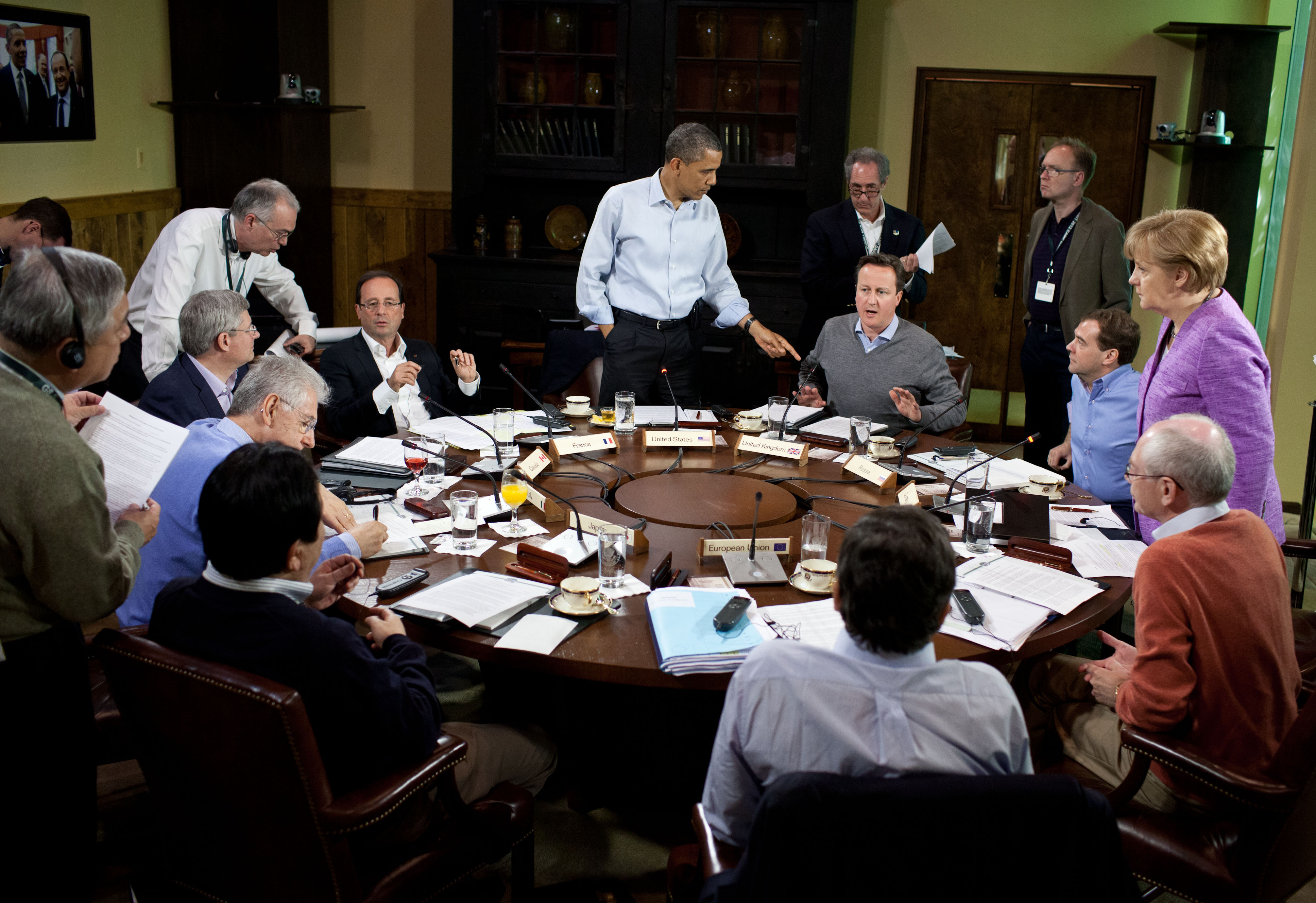
A 2012-es találkozó egyik megbeszélése

40. 2014: Szocsi, Oroszország[2] (A találkozó Brüsszelben lett megtartva Vlagyimir Putyin nélkül)
41. 2015: Schloss Elmau,  Németország
42. 2016: Shima,  Japán
43. 2017: Taormina,  Olaszország
44. 2018: Charlevoix, Kanada
45. 2019:  Biarritz,  Franciaország
46. 2020: Törölve
47. 2021: Carbis Bay,  Egyesült Királyság
48. 2022: Schloss Elmau,  Németország